# Fantasieportret
Een fantasieportret is een getekende of geschilderde afbeelding van een historische figuur die niet gebaseerd is op het uiterlijk van deze persoon.  De stijl van afbeelden vormt geen onderscheid, sommige fantasieportretten lijken uitermate realistisch. Soms wordt ook wel de term artistieke impressie gehanteerd om aan te geven dat het portret niet op de werkelijkheid gebaseerd is.
De meeste fantasieportretten komen tot stand omdat pas geruime tijd nadat de persoon is overleden de behoefte ontstond een afbeelding te vervaardigen, of omdat mogelijk eerdere afbeeldingen verloren zijn gegaan. Veel details worden hierbij door de kunstenaar bedacht. Toch is niet uit te sluiten dat de kunstenaar zich ook deels op historische gegevens baseert. Ook blijken fantasieportretten soms geïnspireerd op eerdere versies van een fantasieportret, waardoor er meerdere op elkaar lijkende varianten ontstaan.  Zo bestaat er een hypothese dat veel aspecten van de moderne afbeeldingen van Jezus gebaseerd zijn op de lijkwade van Turijn.  Zo is op vroege afbeeldingen van Jezus bijvoorbeeld geen baard te zien, terwijl op afbeeldingen uit de periode nadat de lijkwade bekend werd dit vrijwel altijd wel het geval is.  Overigens is het aannemelijk dat het in dit voorbeeld zowel bij de vroege als late afbeeldingen van Jezus om fantasieportretten gaat.

## Voorbeelden

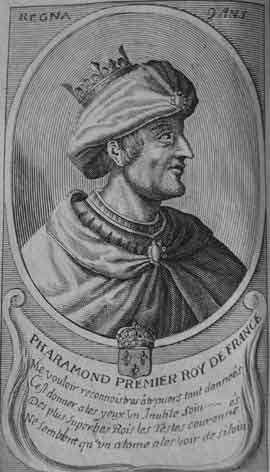
Fantasieportret van Pharamond
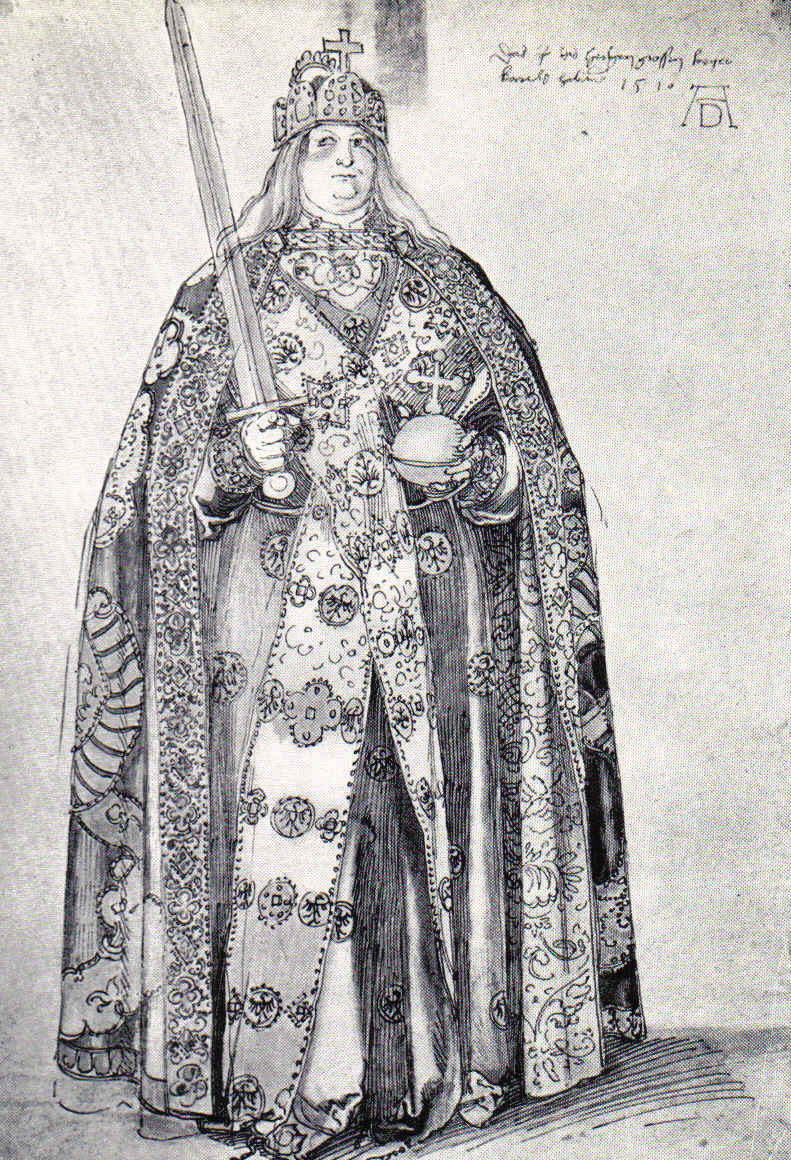
Fantasieportret van Karel de Grote
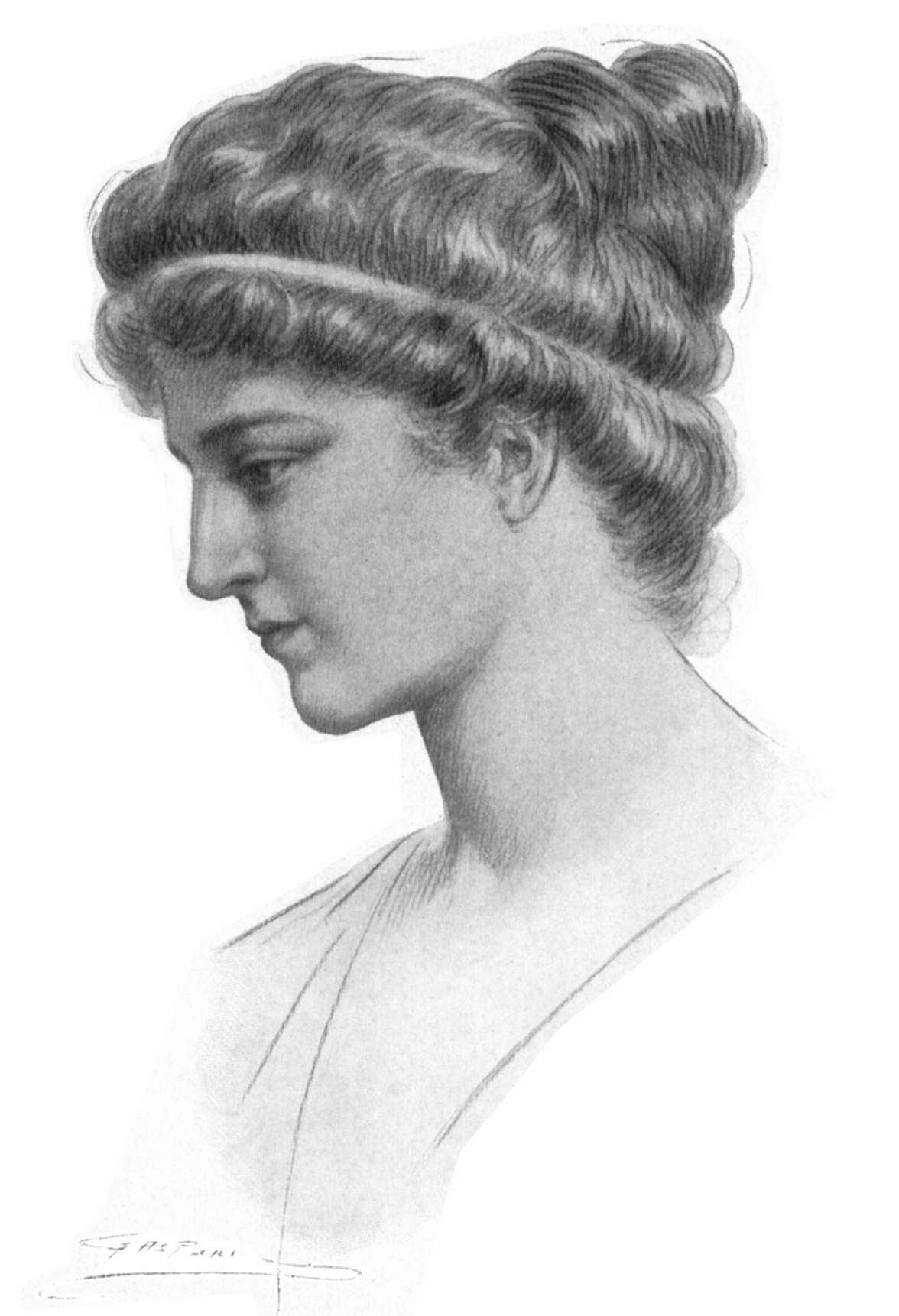
Fantasieportret van Hypatia